# Сангре-де-Кристо
Сангре-де-Кристо (англ. и исп. Sangre de Cristo; дословно с испанского: «Кровь Христа») — самый южный горный хребет Скалистых гор, расположенных в южной части штата Колорадо и северной части штата Нью-Мексико в США. Горы тянутся на юго-восток и на юг от перевала Понча (англ.), расположенного на юге центральной части Колорадо, и заканчиваются у перевала Глориета (англ.) к юго-востоку от города Санта-Фе, штат Нью-Мексико. Горы обладают рядом вершин высотой более 4 км.
Название гор может быть связано с красноватым оттенком, который можно увидеть во время восхода и заката солнца, а также во время альпийского сияния, особенно когда горы покрыты снегом. Хотя конкретное происхождение названия неясно, оно используется с начала XIX века. До этого использовались термины «Ла Сьерра-Невада», «Ла Сьерра-Мадре», «Ла Сьерра» и «Снежные горы».
По преданию, «Сангре-де-Кристо» были последними словами священника, убитого коренными американцами.

## Обзор землеустройства и отдыха
Большая часть гор находится в пределах различных национальных лесов: Рио-Гранде и Сан-Исабель в Колорадо, а также Карсон и Санта-Фе в Нью-Мексико. Эти общедоступные районы находятся в ведении Лесной службы США и популярны для охоты, кемпинга, пеших прогулок, катания на горных велосипедах, альпинизма, скалолазания, а также катания на беговых и горных лыжах .
Горы включают в себя две большие области дикой природы: пустыню Сангре-де-Кристо в Колорадо и пустыню Пекос в Нью-Мексико, а также некоторые небольшие участки местности, например, пустыня Пик Латир. Национальный парк и заповедник Большой дюны расположены в Колорадо на юго-западном склоне и управляются Национальной парковой службой.

## Части горного хребта
Горы Сангре-де-Кристо разделены на несколько частей с севера на юг. Использование терминов «хребет Сангре-де-Кристо» и «Горы Сангре-де-Кристо» может относиться либо к самой северной части, либо к самой южной части, либо к горам в целом.

### Часть хребта Сангре де Кристо

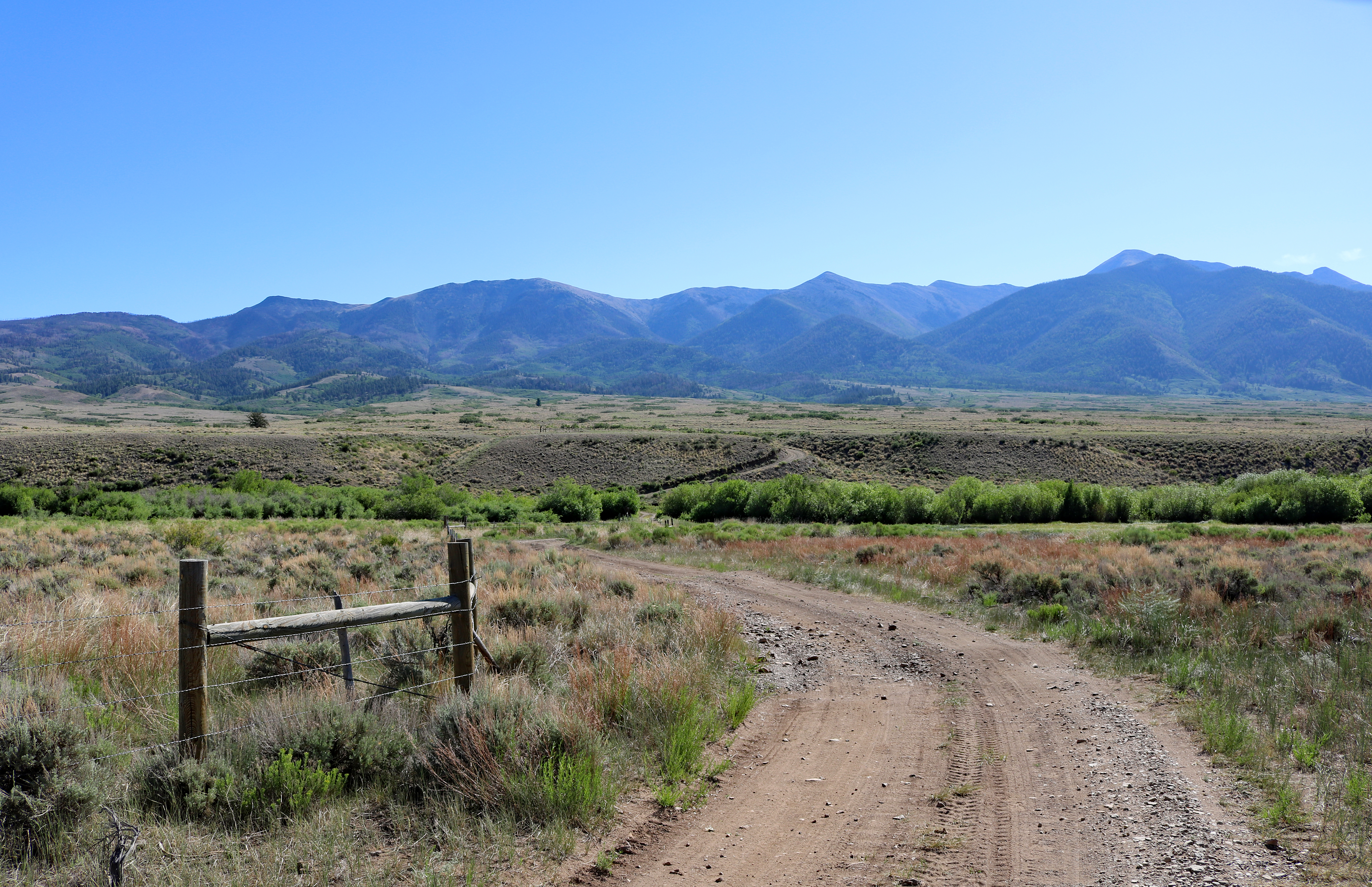
Сан-Луис-Крик (Колорадо)

Хребет Сангре-де-Кристо, самая большая и самая северная часть гор Сангре-де-Кристо, проходит прямо вдоль восточной стороны рифта Рио-Гранде, простираясь на юго-восток от перевала Понча примерно на 120 км через южно-центральную часть Колорадо до перевала Ла-Вета (англ.), примерно в 32 км к западу от Вальзенбурга (англ.). Образуется высокий хребет, отделяющий долину Сан-Луис на западе от водораздела реки Арканзас на востоке.

### Крестоны
Крестоны представляют собой группу из четырёх вершин выше 4200 м в Сангре-де-Кристо, штат Колорадо.

### Испанские вершины
Испанские пики — это пара гор: Западный испанский пик (англ., 4153 м) и Восточный испанский пик (англ. 3920 м), расположенных в юго-западном округе Уэрфано (штат Колорадо). Испанские вершины признаны Национальным природным памятником в 1976 году, как один из самых известных примеров вулканических дамб. Горы можно увидеть на расстоянии 214 км к северу от Колорадо-Спрингс; в 80 км к западу от Аламоса (штат Колорадо); в 105 км к югу от Ратона в Нью-Мексико; в 137 км к востоку от Ла-Хунта (англ.) в Колорадо.

### Хребет Кулебра

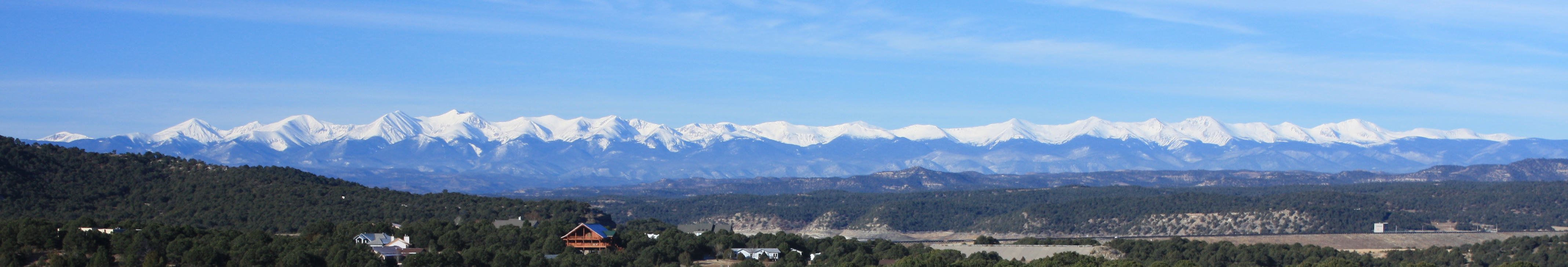
Хребет Кулебра. США

Хребет Кулебра проходит почти строго с севера на юг. Северная граница — на перевале Ла-Вета в Колорадо, южная граница у ручья Костилла-Крик (англ.), к югу от пика Биг Костилла в Нью-Мексико. Его самая высокая точка — пик Кулебра (англ.) — 4282 м, который примечателен тем, что является единственным в Колорадо пиком высотой выше 4 км, находящимся на частной территории. Альпинисты, желающие совершить восхождение на Кулебру, должны заплатить взнос (в настоящее время 100 долларов США за человека), при этом годовое количество альпинистов ограничено. Это также самый южный пик выше 4000 м в Скалистых горах в США.
К востоку от главного гребня находятся Испанские вершины — Западная (4153 м) и Восточная (3920 м). Эти вершины были важными ориентирами на горном ответвлении тропы Санта-Фе. Биорегион получает очень мало воды и имеет годовое количество осадков от 180 до 200 мм. Этот регион также является домом для микробассейна Кулебра, который имеет богатую сельскохозяйственную историю штата Колорадо.

### Горы Таос
Горы Таос охватывают западную часть хребта от Костиллы Крик на севере до Трес Ритос на юге. В их число входит самая высокая точка в Нью-Мексико, пик Уиллер, высотой — 13161 футов (4011 м). Другие известные вершины включают пик Пуэбло, который на высоте 12305 футов (3751 м) резко поднимается над Таос-Пуэбло, и пик Латир, на высоте 12708 футов (3873 м). Озеро Уильямс расположено ниже пика Уиллера в пустыне Пик Уиллер.
Горнолыжная долина Таос находится к западу от пика Уиллера. Большая часть центральной части гор Таос находится на земле Таос-Пуэбло. Местные жители называют их «Горы Таос». Южная часть гор Таос, между перевалом Пало-Флехадо и Трес-Ритос (трасса 64 США и трасса 518 морских миль), ниже и менее драматична, чем северная часть, её высшая точка — Серро-Виста - 11939 футов (3639 м). Горы Фернандо — это небольшой участок, расположенный на этом участке, к югу от шоссе 64 США.

### Хребет Симаррон
Хребет Симаррон лежит через долину Морено к востоку от гор Таос. Это более низкие горы, его высшая точка — Лысая гора высотой 12441 фут (3792 м). Philmont Scout ранчо находится на восточной стороне хребта Симаррон.

### Горы Ринкон
Эти горы значительно ниже, чем остальная часть Сангре де Кристос; расположены к востоку от самой южной части гор Таос.

### Горы Санта-Фе

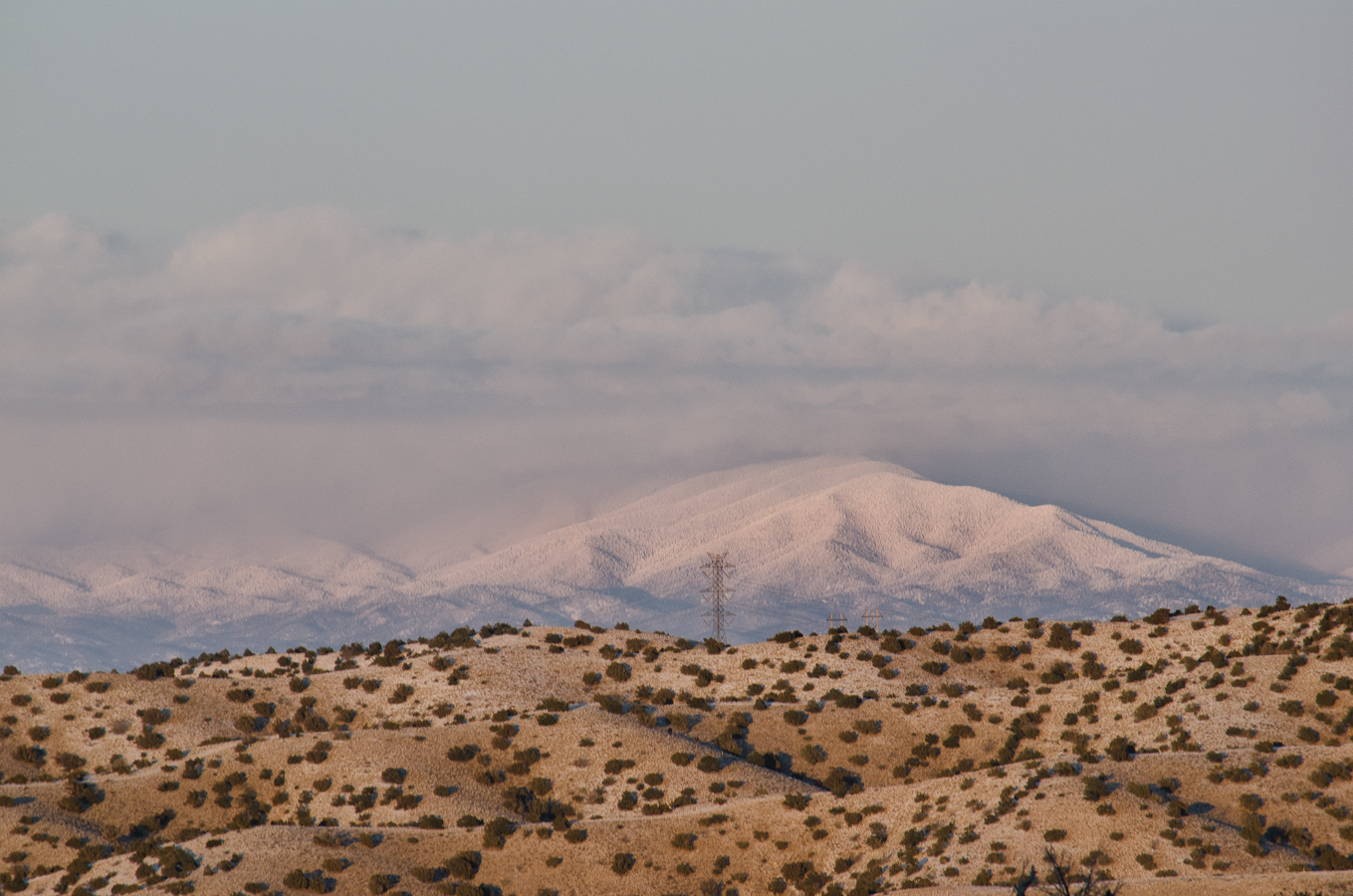
Горы Санта-Фе. США

Хребет Сангре-де-Кристо завершают горы Санта-Фе, которые включают все вершины к югу от трассы 518.Эта группа расположена недалеко от Санта-Фе и окружает пустыню Пекос, которая защищает водораздел реки Пекос. Самая высокая точка — Тручас-Пик, 13102 фута (3993 м). Другие известные вершины — это Санта-Фе-Балди (12622 фута (3847 м)) и Пик Джикарита (12835 футов (3912 м)). Пустыню Пекос пересекает множество троп, она популярна среди любителей пеших прогулок и рыбной ловли на высокогорных альпийских озёрах.

## Геология
Горы Сангре-де-Кристо были подняты во время кайнозойского ларамидного горообразования. На западе они ограничены рифтом Рио-Гранде, а на востоке — серией взбросов и надвигов. Вертикальное смещение вдоль разломов составляет не менее 4,200 метров (13,800 футов), а измерения силы тяжести показывают, что поднятие было сдвинуто на восток на большие расстояния. Это сбойные места докембрия, фундамент породы в контакте с осадочными толщами, вдоль восточного края поднятия исключения случаев, когда магматические породы были прорваны по разлому.